# Open di Francia 1982
L'Open di Francia 1982 è stata l'81ª edizione degli Open di Francia di tennis, si è svolto sui campi in terra rossa dello Stade Roland Garros di Parigi, Francia, dal 24 maggio al 6 giugno 1982.
Il singolare maschile è stato vinto dallo svedese Mats Wilander, che si è imposto sullo argentino Guillermo Vilas in quattro set col punteggio di 1–6, 7–6(6), 6–0, 6–4.
Il singolare femminile è stato vinto dalla statunitense Martina Navrátilová, che ha battuto la connazionale Andrea Jaeger.
Nel doppio maschile si sono imposti Sherwood Stewart e Ferdi Taygan.
Nel doppio femminile hanno trionfato Martina Navrátilová e Anne Smith. 
Nel doppio misto la vittoria è andata a Wendy Turnbull in coppia con John Lloyd.

## Seniors

### Singolare maschile
Mats Wilander ha battuto in finale  Guillermo Vilas con il punteggio di 1–6, 7–6(6), 6–0, 6–4.

### Singolare femminile
Martina Navrátilová ha battuto in finale  Andrea Jaeger con il punteggio di 7–6(6), 6–1.

### Doppio maschile
Sherwood Stewart /  Ferdi Taygan hanno battuto in finale  Hans Gildemeister /  Belus Prajoux che si sono ritirati sul punteggio di 7–5, 6–3, 1–1.

### Doppio Femminile
Martina Navrátilová /  Anne Smith hanno battuto in finale  Rosemary Casals /  Wendy Turnbull con il punteggio di 6–3, 6–4.

### Doppio Misto
Wendy Turnbull /  John Lloyd hanno battuto in finale  Cláudia Monteiro /  Cássio Motta con il punteggio di 6–2, 7–6.